# Boris Derichebourg
Boris Derichebourg (ur. 16 marca 1978 roku w Enghien-les-Bains) – francuski kierowca wyścigowy.

## Kariera
Derichebourg rozpoczął karierę w wyścigach samochodowych w 1994 roku od startów we Francuskiej Formule Renault, gdzie jednak nie był klasyfikowany. W późniejszych latach pojawiał się także w stawce Francuskiej Formuły 3, Brytyjskiej Formuły 3, Masters of Formula 3, Formuły 3000, Indy Lights, 24h Le Mans, American Le Mans Series, FIA GT Championship, FIA Sportscar Championship, European Le Mans Series, French GT Championship oraz World Series by Nissan.
W Formule 3000 Francuz startował w latach 1997-1999. W pierwszych dwóch sezonach startów stawał po razie na podium. Z dorobkiem odpowiednio czterech i pięciu punktów uplasował się odpowiednio na piętnastej i dwunastej pozycji w klasyfikacji generalnej. W sezonie 1999 nie był klasyfikowany.